# جو فريمان بريت
جو فريمان بريت (بالإنجليزية: Joe Freeman Britt)‏ هو محامي أمريكي، ولد في 22 يوليو 1935، وتوفي في 6 أبريل 2016.